# Jacobus Willems
Jacobus Matheus Willems (Ámsterdam, 27 de octubre de 1900-Ámsterdam, 28 de septiembre de 1983) fue un deportista neerlandés que compitió en ciclismo en la modalidad de pista. Fue padre del regatista Hans Willems.
Participó en los Juegos Olímpicos de París 1924, obteniendo una medalla de oro en la prueba de 50 km.

## Medallero internacional
| Juegos Olímpicos | Juegos Olímpicos | Juegos Olímpicos | Juegos Olímpicos |
| Año              | Lugar            | Medalla          | Competición      |
| ---------------- | ---------------- | ---------------- | ---------------- |
| 1924             | París (Francia)  | Medalla de oro   | 50 km            |